# Huneeus-Gletscher
Der Huneeus-Gletscher (spanisch Glaciar Huneeus, in Argentinien Glaciar Namuncura) ist ein Gletscher an der Black-Küste des Palmerlands im Süden der Antarktischen Halbinsel. Er mündet südlich der Eielson-Halbinsel in das Lehrke Inlet.
Chilenische Wissenschaftler benannten ihn nach dem chilenischen Politiker Ricardo Huneeus Gana (1870–1951), der als Außenminister seines Landes eine Finanzierung der ersten chilenischen Antarktisexpedition angeschoben hatte, die jedoch wegen der Folgen des Erdbebens in Valparaíso am 16. August 1906 nicht zustande gekommen war. Der Namensgeber der argentinischen Benennung ist nicht überliefert. Wahrscheinlich handelt es sich um den Mapuche Zefyrinus Namuncurá (1886–1905), einen Seligen der Don-Bosco-Familie.